# Горовой, Николай Иванович
Николай Иванович Горовой (род. 15 декабря 1937, Красносельское, Динской район, Краснодарский край) — советский партийный и государственный деятель, председатель Краснодарского крайисполкома (1990—1991), Герой Социалистического Труда. Народный депутат СССР (1991), депутат Государственной Думы (с 2011 г.).

## Биография
Родился в с. Красносельском Динского района Краснодарского края. После окончания школы работал в колхозах Динского и Красноармейского районов края. Заочно окончил экономический факультет Ростовского института народного хозяйства. В 1964 году избран председателем колхоза «Советская Россия», затем — первым секретарём Красноармейского райкома КПСС. На этом посту был удостоен звания Героя Социалистического Труда «за высокие показатели в развитии рисоводства в районе».
В 1985 году назначен директором птицефабрики «Россия», а позже — председателем колхоза «Россия». В 1987 году стал заместителем председателя Краснодарского краевого агропромышленного союза по экономическим вопросам.
В августе 1990 года избран председателем Краснодарского крайисполкома и заместителем председателя крайсовета (председатель — Н. И. Кондратенко). Одновременно участвовал в довыборах народного депутата СССР по Краснодарскому национально-территориальному округу № 15 (на освободившийся мандат И. К. Полозкова). Во втором туре (2 сентября 1990) уступил со значительным отрывом генералу О. Д. Калугину. В 1991 году всё же был избран народным депутатом СССР по Тимашёвскому территориальному избирательному округу № 84.
Сразу же после августовских событий 1991 года Краснодарский крайисполком был преобразован в краевую администрацию (в других регионах подобные преобразования шли до конца 1991 года). 21 августа 1991 года указом президента РСФСР Б. Ельцина Горовой был отстранён от исполнения обязанностей, а главой администрации стал В. Н. Дьяконов.
В 1995 году баллотировался в депутаты Государственной думы по Прикубанскому одномандатному избирательному округу № 42, но избран не был (депутатом стал Ю. А. Поляков). В 2011 году избран депутатом Государственной думы VI созыва по списку партии «Единая Россия». Вошёл в комитет по труду, социальной политике и делам ветеранов.
В 2005 году был избран председателем Краснодарской краевой общественной организации «Герои Отечества».